# Kurdzhinovo
Kurdzhinovo (del ruso: Курджиново) es un seló del raión del Urup de la república de Karacháyevo-Cherkesia, en el sur de Rusia. Está situado en la orilla izquierda del río Bolshaya Labá, constituyente del Labá, frente a Psemión, 20 km al oeste de Pregrádnaya y 91 km al suroeste de Cherkesk, la capital de la república. Tenía una población de 4 216 habitantes en 2002.
Es cabeza del municipio Kurdzhinovskoye, al que pertenecen asimismo Aziatski, Psemión y Rozhkao.

## Historia
La localidad fue fundada en 1934 y formaba parte del raión de Mostovskói del krai de Krasnodar. En 1953 pasó al raión de Psebai y en 1957 al reconstituido Óblast Autónomo Karachái-Cherkeso del krai de Stávropol.

## Educación y cultura
El pueblo cuenta con dos escuelas secundarias, un hospital, una iglesia, un centro cultural y una panadería. En la época soviética, existía una fábrica de muebles.

## Lugares de interés
- Obelisco en homenaje a los trabajadores forestales caídos en la Gran Guerra Patria.
- Obelisco y fosa común de los trabajadores-partisanos caídos en la Gran Guerra Patria.
- Obelisco a los habitantes de Kurdzhinovo caídos en los años de la Gran Guerra Patria.
- Moshchevaya Balka (5 km al sur), yacimiento donde se halló una necrópolis (siglos VIII-IX) y una fortificación con restos de entre los siglos V y XIII.
- Fuerte Supun-Gora de entre los siglos IV-IX.
- Yacimiento Psemión con restos del tercer milenio a. C.
- Yacimiento Grib de entre los siglos V y VI.
- Yacimiento Mostovaya Poliana.
- Kurganes y necrópolis entre el norte de la localidad y Podskálnoye.